# Sunbeam Alpine
Sunbeam Alpine är en serie sportbilar, tillverkade av den brittiska biltillverkaren Sunbeam mellan 1953 och 1975.

## Alpine Mk I - II (1953-55)
Sunbeam-Talbot 90 hade blivit en framgångsrik rallybil, med framskjutna placeringar i Monte Carlo-rallyt och Coupe des Alpes (en. Alpine Rally). Rootes-handlaren George Hartwell, som själv hade tävlat med bilen, tog för eget bruk fram en tvåsitsig roadster-kaross på ett Sunbeam-Talbot 90-chassi. Rootes ledning, som letade efter en bil som kunde ta upp konkurrensen med Austin Healey och Triumph, gillade vad de såg och beslutade att serietillverka bilen. Den döptes till Sunbeam Alpine, för att påminna om rallyframgångarna.
Tyvärr var bilen alltför tung och prestandan var långt från sportbilsmässig och Alpine blev inte den framgång som ledningen hoppats på.

### Motor
| Modell | Motor              | Cylindervolym | Effekt | Bränslesystem   |
| ------ | ------------------ | ------------- | ------ | --------------- |
| Alpine | 4-cyl radmotor ohv | 2267 cm³      | 80 hk  | Enkel förgasare |

## Alpine Series I - V (1959-68)
Alpine Series I presenterades sommaren 1959. Den baserades på Hillman Minx, närmare bestämt kombi-versionen Husky med dess kortare hjulbas. Drivlinan hämtades från Sunbeam Rapier.
Redan efter ett år kom Series II med större motor.
Series III från 1963 kunde levereras med en avtagbar hardtop och ett litet baksäte.
Series IV från 1964 fick modifierad kaross med mindre fenor.
Den sista utvecklingen blev Series V från 1965 med större motor.
Alpine sålde allt sämre med åren och sedan Chrysler tagit över Rootes lades tillverkningen ned.

### Motor
| Modell       | Motor              | Cylindervolym | Effekt | Bränslesystem    |
| ------------ | ------------------ | ------------- | ------ | ---------------- |
| Series I     | 4-cyl radmotor ohv | 1494 cm³      | 78 hk  | Dubbla förgasare |
| Series II-IV | 4-cyl radmotor ohv | 1592 cm³      | 75 hk  | Enkel förgasare  |
| Series V     | 4-cyl radmotor ohv | 1725 cm³      | 93 hk  | Dubbla förgasare |

## Alpine (1969-75)
- Se under huvudartikeln: Sunbeam Rapier.

## Övrigt
En ljusblå Sunbeam Alpine (series II, 1962) kördes av James Bond i filmen Agent 007 med rätt att döda och var därigenom den första Bond-bilen på film.